# Gunnar Wiklund
Lars Gunnar Wiklund, född 17 augusti 1935 i Luleå, Norrbottens län, död 29 september 1989 på Värmdö, var en svensk sångare, känd för sin mjuka basröst. 

## Biografi

### Tidiga år och karriär
Gunnar Wiklund föddes 1935 i Luleå som äldsta barnet i en syskonskara på fyra. Föräldrar var frisören och senare radiohandlaren Sven Wiklund och hans maka Ellen. När han var liten flyttade familjen till Boden där han gick i skolan men i tonåren återflyttade familjen till Luleå när fadern öppnade radioaffär där.
Vid sidan av sitt arbete som bilmekanikerlärling sjöng Wiklund i olika lokala orkestrar, bland annat Lennart Lindbloms från Boden och Swing Stars från Luleå. Efter att han vunnit en vokalisttävling fick Wiklund göra radiodebut med Charlie Norman och det ledde till debutskivan "Kärleksdröm" / "That's Amore" 1954  under ledning av Simon Brehm på skivbolaget Karusell. År 1959 deltog Wiklund i folkparkernas artistforum där han slog igenom med Per-Martin Hambergs finstämda melodi "Nu tändas åter ljusen i min lilla stad", och skivan såldes i över 200 000 exemplar. Wiklund utsågs 1961 till Sveriges populäraste sångare.

### På toppen
Två förebilder märks tydligt i det material Wiklund använde, countrysångaren Jim Reeves och croonern Perry Como. Wiklund hade även framgångar med sånger skrivna av eller förknippade med Hank Williams, Ray Charles och Frank Sinatra. Wiklund hade totalt 37 låtar på Svensktoppen mellan 1962 och 1978. Bland hans största svensktoppshits kan nämnas "Mest av allt", "Vandra vidare", "En serenad till dig", "Vi ska gå hand i hand" och "Kan jag hjälpa att jag älskar dig ännu". 
Gunnar Wiklund vann melodifestivalen 1961 och han deltog sammanlagt fyra gånger i tävlingen med sju olika melodier. 1961 med vinnarlåten "April, april" och "Vår i hjärtat (att alltid få vara hos dig)" (som båda även sjöngs av Siw Malmkvist) . 1963 framförde Wiklund melodierna "Scheherazade" och "Vårens flickparad", 1966 uppträdde han med "Vinterrosor" (som placerade sig på 3:e plats) och "Vad har jag kvar". Med melodin "Jag ser en värld" placerade han sig 1968 på 7:e plats.
Wiklund turnerade flitigt i folkparkerna, uppträdde på krogscener och spelade även revy hos Hagge Geigert i Uddevalla och på Lisebergsteatern i Göteborg.

### Senare år
I slutet av 1960-talet fick Wiklund ekonomiska bekymmer då hans agent hade förskingrat pengar och inte skött skatteinbetalningarna. I början av 1970-talet fick Wiklund problem med hälsan och i slutet av 70-talet så flyttade han ner till västkusten och Lysekil där han tidigare brukade semestra på somrarna. 1978 var han kry nog att turnera med bandet Aramis från Uppsala och hade åter svensktoppsframgång. Wiklund led av vad som benämndes oral galvanism och drabbades senare även av cancer.
Wiklund var gift två gånger; sitt andra äktenskap ingick han på dödsbädden. Han avled 54 år gammal 1989. Begravningen skedde i Värmdö kyrka och han är gravsatt i minneslunden på Skogskyrkogården i Stockholm.

## Kända låtar med Gunnar Wiklund
- Minns du den sommar
- Regntunga skyar
- Vi ska gå hand i hand
- Han måste gå
- Mest av allt
- Kan jag hjälpa att jag älskar dig ännu
- Man ska visa lite ömhet mot varandra
- Snart så kommer åter ljusa tider
- En serenad till dig
- Nu tändas åter ljusen i min lilla stad
- Glöm din dröm
- I en röd liten stuga
- Ensam går jag
- Känn dig lite happy
- En gång i vårt sommarland
- Vandra vidare
- Sexton ton

## Diskografi i urval
Studioalbum
- 1960 – Gunnar Wiklund
- 1965 – Mest av allt
- 1966 – 32'29 minuter med Gunnar Wiklund
- 1968 – Vi ska gå hand i hand
- 1969 – Gunnar Wiklund
- 1970 – Gunnar Wiklund sjunger Jim Reeves
- 1974 – Min egen väg
- 1975 – Ny gammalt
- 1977 – Glöm din dröm
- 1978 – Gunnar Wiklund
- 1979 – Till dig

Samlingsalbum
- 1970 – Känn dej lite happy (EMI:s Stjärnserie Vol. 4)
- 1979 – Minnenas melodier
- 1990 – Önsketimmen
- 2001 – Mest av allt - Allt det bästa
- 2005 – Diamanter